# Enrique Mas
Enrique Mas Mirandes, nacido el 27 de septiembre de 1907 en Palafrugell (provincia de Gerona, España) y fallecido el 15 de febrero de 1975 en Barcelona, es un futbolista español de los años 1920 y 1930 que jugaba de defensa.

## Biografía
Enrique Mas es un defensa que empieza a jugar al fútbol en el FC Palafrugell en 1924.
En 1926, lo ficha el FC Barcelona. Debuta con el Barça el 24 de septiembre de 1924 en un partido amistoso ante el WAC Viena. Juega durante seis temporadas en el FC Barcelona ganando la primera edición de la Liga en 1929, la famosa Copa del Rey de 1928 (que necesitó de tres finales) y también seis campeonatos de Cataluña.
En enero de 1933, ficha por el RCD Espanyol. Pone fin a su carrera de futbolista en 1934.
Enrique Mas era conocido por su « salto inglés », un salto acrobático que permitía despejar la pelota con más fuerza.

## Palmarés
Con el FC Barcelona :
- Liga : 1929
- Copa del Rey : 1928